# Wespennest (Zeitschrift)
wespennest. zeitschrift für brauchbare texte und bilder ist eine österreichische Literaturzeitschrift.
Die Zeitschrift publiziert seit 1969 vierteljährlich, seit 2010 halbjährlich Texte internationaler Autoren sowie literarische Neuentdeckungen. Neben länderspezifischen, literarischen, kunsttheoretischen oder politischen Themenschwerpunkten bietet jedes Heft auf 112 großformatigen Seiten Interviews, Polemiken, Reportagen, Porträts, Buch- und Theaterbesprechungen sowie Fotoarbeiten.

## Geschichte
Die 1969 von Peter Henisch und Helmut Zenker gegründete Zeitschrift entwickelte sich als Projekt einer Autorengruppe aus dem Kontext der Wiener 68er-Szene. Der Titel ist Programm. Wespennest will den gesellschaftskritischen Anspruch der Gründungszeit transformieren und aktualisieren, ohne ihn unter den Bedingungen eines veränderten Marktes zu verraten. Wespennest ist aufgrund einer Vertriebskooperation mit dem Münchener Verlag C.H. Beck im gesamten deutschsprachigen Buchhandel vertreten.
Im Bereich der Literatur und der Essayistik bot und bietet es international bekannten Autoren wie Friedrich Achleitner, Gennadij Ajgi, Lothar Baier, Rudolf Burger, Mircea Cartarescu, Inger Christensen, Peter O. Chotjewitz, György Dalos, Jesús Díaz, Ulrike Draesner, Katarina Frostenson, Arno Geiger, Sabine Gruber, Adolf Holl, Nora Iuga, Jaan Kaplinski, Navid Kermani, Friederike Mayröcker, Elif Şafak, Warlam Schalamow, Robert Schindel, Burghart Schmidt, Heinz Steinert, Ilija Trojanow, Tomas Venclova, Wolf Wondratschek und anderen das Forum einer literary community und einer kritischen Öffentlichkeit. Die Wespennest stellt ein Dialogforum der europäischen Literatur dar, in dem nicht nur Länder wie etwa Spanien, die Niederlande, Griechenland oder die skandinavischen Staaten berücksichtigt werden, sondern vor allem auch die Literatur der osteuropäischen Länder von Bulgarien bis Ungarn vorgestellt und besprochen wird.
Mit der Gründung der Wespennest schufen sich die damals zwanzigjährigen Schriftsteller Peter Henisch und Helmut Zenker zunächst ein Publikationsorgan für eigene Texte in Abgrenzung zur als „zu brav“ empfundenen Literaturzeitschrift Literatur und Kritik und zu den „zu avantgardistischen“ Manuskripten. Nach dem Ausscheiden der Gründungsautoren waren unter anderem die Schriftsteller Gustav Ernst und Franz Schuh Redakteure und Mitherausgeber der Wespennest. Mitte der 1980er-Jahre modifizierte Josef Haslinger das Konzept der Quartalszeitschrift dahingehend, dass neben deutschsprachiger Literatur und Essayistik Übersetzungen aufstrebender, im deutschen Sprachraum noch nicht bekannter ausländischer Autoren regelmäßig publiziert werden. Inzwischen pflegt man durch die Kooperation mit der Internet-Zeitschrift Eurozine, zu deren Gründungszeitschriften die Wespennest zählt, einen regen Austausch mit intellektuellen Publikationsräumen in und über Europa hinaus.
Walter Famler, Herausgeber der Zeitschrift bis 2014, erweiterte den Zeitschriftenverlag Anfang der 1990er-Jahre um einen Buchverlag, der in den Reihen Edition Literatur, Edition Essay und Edition Film drei bis fünf Bücher im Jahr publizierte. Die Wespennest, ursprünglich als Literaturzeitschrift gegründet, ist inzwischen ein über den deutschen Sprachraum hinaus anerkanntes Medium, das sich auch dem Bereich der Geistes- und Sozialwissenschaften geöffnet hat. In der Form des Essays widmet sich die Wespennest regelmäßig ausführlich und kritisch Themen der zeitgenössischen Kunst und des Films, aber auch dem politischen und gesellschaftlichen Geschehen des In- und Auslandes.
Mit der im September 1995 erschienenen 100. Ausgabe der Wespennest kam es nochmals zu inhaltlichen und gestalterischen Veränderungen. Für das neue Design zeichnet seither Stefan Fuhrer verantwortlich, unter dem Signet „Wespennest Porträt“ erscheinen Beiträge wie über Drago Jančar, Dževad Karahasan, John Mateer oder Meg Stuart. Eine Grundidee dieser Porträts ist die besondere Verbindung von Fotografie und Text.
Neben den vier bzw. seit Beginn 2010 zwei Schwerpunktheften pro Jahrgang erscheinen immer wieder Sonderhefte, etwa über den Jazzkomponisten Franz Koglmann, die Dichterin Friederike Mayröcker oder den Art-brut-Künstler Adolf Wölfli.

## Auszeichnung
Die Wespennest sei eine der „innovativsten und zugleich renommiertesten Literaturzeitschriften im deutschsprachigen Raum und beweist viermal jährlich internationales Format“, so die Begründung der Jury, die die Zeitschrift mit dem von der Stadt Mainz verliehenen Victor Otto Stomps-Preis 2003 „für herausragende Leistungen kleinverlegerischer Tätigkeit“ auszeichnete.

## Redaktion
Seit 2014 redigieren Andrea Roedig und Andrea Zederbauer die Zeitschrift gemeinsam mit Florian Baranyi, Thomas Eder (Buch), Stefan Fuhrer (Foto), Jan Koneffke (Literatur), Reinhard Öhner (Foto), Ilija Trojanow (Reportage).
György Dalos (Berlin), George Blecher (New York), Jyoti Mistry (Johannesburg) und Franz Schuh (Wien) sind ständige Mitarbeiter.